# Novi Zavoj
Novi Zavoj (em cirílico: Нови Завој) é uma vila da Sérvia localizada no município de Pirot, pertencente ao distrito de Pirot, na região de Visok. A sua população era de 1372 habitantes segundo o censo de 2011.

## Demografia
| 1948 | 1953 | 1961 | 1971 | 1981 | 1991 | 2002 | 2011 |
| ---- | ---- | ---- | ---- | ---- | ---- | ---- | ---- |
| 1693 | 1526 | 1485 | 180  | 1222 | 1538 | 1458 | 1372 |